# Aplysiatoxine
L'aplysiatoxine est une cyanotoxine produite par certaines espèces de cyanobactéries, chez lesquelles elle intervient comme défense contre la prédation par des poissons grâce à sa puissante action irritante et cancérogène par activation de la protéine kinase C,,,. Bien que cette action favorise l'apparition de tumeurs, l'activation de la protéine kinase C peut être bénéfique à certaines applications médicales, de sorte que des analogues synthétiques de l'aplysiatoxine ont fait l'objet de recherches comme anticancéreux,,.